# Две чађаве двоцевке
Две чађаве двоцевке (енгл. Lock, Stock and Two Smoking Barrels) је британска криминалистичка комедија из 1998. године, режисера Гаја Ричија и продуцента Метјуа Вона. Главне улоге тумаче Џејсон Флеминг, Декстер Флечер, Ник Моран, Стивен Макинтош, Стинг, као и Вини Џоунс и Џејсон Стејтам у својим глумачким дебијима.
Прича прати четири кокнијевца који дугују 500.000 £ локалном шефу гангстера. Под веома озбиљном претњом ампутације прстију њих четворица долазе на идеју да украду новац од својих комшија: групе тешких дилера дроге. У међувремену, шефу и није баш мило што је пар древних двоцевки продано двојици лопова да буду употребљене у „послу”.
Филм је Ричију донео међународно признање и представио глумце Џоунса, бившег фудбалера репрезентације Велса, и Стејтама, бившег рониоца, публици широм света. Са буџетом од 1,35 милиона долара, филм је на благајнама зарадио преко 28 милиона долара, што га је учинило комерцијалним успехом.

## Радња
У Лондону, дугогодишњи пријатељи и ситни криминалци Еди, Том, Сапун и Бејкон сакупили су 100.000 фунти како би Еди, одличан играч карата, могао да уђе у партију „Секирице” Харија Лонсдејла. Игра је намештена и пријатељи на крају дугују Харију 500.000 фунти. Хари затим шаље свог утеривача дугова Великог Криса, који је често у пратњи свог сина, Малог Криса, да осигура да дуг буде плаћен у року од недељу дана.
Хари је такође заинтересован за пар скупих антиквитетних сачмарица које су на аукцији и наговара свог извршитеља Берија „Крститеља” да унајми пар лопова, Герија и Дина, да их украду од банкротираног лорда. Испоставља се да су њих двојица веома неспособни и несвесно продају пушке Нику „Грку”, локалном шанеру. Бери прети обојици да врате оружје. Еди се једног дана враћа кући и чује како његове комшије — банда пљачкаша предвођена бруталним криминалцем званим „Дог” — планирају пљачку неких узгајивача канабиса натоварених готовином и дрогом. Еди преноси ову информацију групи, намеравајући да опљачкају комшије кад се врате из пљачке. Припремајући се за пљачку, Том посећује Ника како би купио оружје и на крају купује две старинске сачмарице.
Пљачка комшија је у току и упркос томе што је члан банде убијен из сопственог митраљеза и томе што је дошло до инкриминишућег сусрета са саобраћајцем, они успевају и враћају се кући са торбом пуном новца и комбијем натовареним врећама канабиса. Еди и његови пријатељи их хватају у заседи како је планирано и одлазе у комшијском комбију у коме се налазе марихуана и саобраћајац. Пребацују плен у сопствени комби и враћају се кући. Затим натерају Ника да прода дрогу Рорију Брејкеру, гангстеру са насилном репутацијом. Рори пристаје да купи канабис у пола цене, али двојица Роријевих људи посећују кућу узгајивача канабиса, откривају да су опљачкани и да је канабис који је управо купио украден од његових сопствених узгајивача. Рори прети Нику да му да Едијеву адресу и задаје једном од узгајивача, Винстону, да идентификује пљачкаше.
Еди и његови пријатељи проводе ноћ у бару Едијевог оца, где прослављају. Догова екипа случајно сазнаје да су их комшије опљачкале и праве заседу у Едијевом стану. Уместо њега стижу Рори и његова банда и у пуцњави која је уследила, сви осим Дога и Винстона су убијени. Винстон бежи са дрогом, док Дог одлази са две сачмарице и новцем, али га Велики Крис напада, онеспособљава и узима све. Гери и Дин, пошто су сазнали ко је купио сачмарице и не знају да Крис ради за Харија, прате Криса до Харија.
Крис испоручује новац и оружје Харију, али када се враћа у свој ауто, затиче Дога како држи Малог Криса на ивици ножа, тражећи да му се новац врати. Крис пристаје и пали ауто. Гери и Дин упадају у Харијеву канцеларију, започевши сукоб током којег гину заједно са Харијем и Беријем. Враћајући се да виде покољ у њиховом стану и нестанак њиховог плена, Еди и његови пријатељи одлазе код Харија, али након што су открили Харијев леш, одлучују да узму новац за себе. Пре него што су успели да оду, Крис се забија у њихов ауто како би онеспособио Дога, а затим га удара до смрти вратима свог аутомобила. Затим узима новац од дуга назад од пријатеља који су онесвешћени, али дозвољава Тому да оде са старинским сачмарицама након кратког сукоба у Харијевој канцеларији.
Пријатељи су ухапшени, али убрзо ослобођени након што је саобраћајац идентификовао Дога и његову екипу као кривце. Вративши се у бар, они шаљу Тома да се реши старинских сачмарица — јединих преосталих доказа које их повезује са случајем. Крис тада стиже да врати торбу из које је узео сав новац за себе и сина и која је празна, осим каталога антиквитетног оружја. Листајући каталог, пријатељи сазнају да су сачмарице заправо прилично вредне (вредне од 250.000 до 300.000 фунти) и брзо зову Тома да га спрече да се реши оружја. Филм се завршава тако што се Том нагиње преко моста, са својим мобилним телефоном у устима који зазвони, док се спрема да баци сачмарице у реку Темзу.

## Улоге
| Глумац          | Улога                    |
| --------------- | ------------------------ |
| Ник Моран       | Еди                      |
| Џејсон Флеминг  | Том                      |
| Декстер Флечер  | Сапун                    |
| Џејсон Стејтам  | Бејкон                   |
| Стивен Макинтош | Винстон                  |
| Вини Џоунс      | Велики Крис              |
| Николас Роу     | Џеј                      |
| Лени Маклин     | Бери „Крститељ”          |
| П. Х. Моријарти | „Секирица” Хари Лонсдејл |
| Френк Харпер    | Дог                      |
| Стинг           | Џеј-Ди                   |
| Хаги Ливер      | Пол                      |
| Стивен Маркус   | Ник „Грк”                |
| Вас Блеквуд     | Рори Брејкер             |
| Вера Деј        | Тања                     |
| Алан Форд       | Алан                     |